# 홍준영
홍준영(1990년 ~ )은 대한민국의 종합격투기 선수로서 현 Double G FC, AFC 엔젤스파이팅 페더급 통합 챔피언이자 배우이다.

## 경력
입식격투가였다. 9승(7KO) 2패의 전적을 쌓은 뒤 종합격투기로로 전향했다. TFC 데뷔전에서 정한국을 판정으로 누르며 4연승을 질주했으나 한 달 뒤 러시아 MFP에서 아쉬운 판정패, 지난달 'TFC 드림 2'에서 김재웅에게 KO패했다. 4연승→2연패로 롤러코스터를 탔지만 지난 3월 'TFC 14'에서 정상호를 TKO시키고 연패탈출에 성공했다.
2018년 2월 TFC 17 페더급 잠정 타이틀전에서 조성빈에게 4라운드 2분 17초 만에 TKO로 패했다.
2021년 6월 서울 KBS아레나에서 열린 더블지 FC 07 메인이벤트에서 문기범에게 3라운드 종료 3-0 판정승을 거둬 더블지 FC 페더급 챔피언 벨트와 AFC 엔젤스파이팅 챔피언 벨트를 동시에 거머쥐었다. 홍준영은 국내 종합격투기 역사에 한 페이지를 장식했다. 한 단체에서 두 체급 타이틀을 건 통합 타이틀전은 국내에서 몇 차례 있었지만, 두 단체의 통합 타이틀전은 역사상 최초이다.
하지만 십자인대 부상으로 1년간의 공백기를 가질 수밖에 없는 상황을 인터뷰했다.
2022년 6월 9일 ROAD TO UFC 페더급에 출전했다. 결과는 마츠시마 코요미에 8강전에서 판정패. 원챔피언쉽에서 좋은 모습을 보여준 강력한 우승후보인 코요미를 상대로 좋은 타격을 보여주었지만 레슬링, 체력에서 열세로 패배하게 되었다.
2023년 영화 범죄도시 3에서 빌런인 야쿠자 리키의 오른팔 마하 역을 맡아 MMA 기술을 구사했다. 이번 작품은 특히나 여러 강자들이 나오는 작품임에도 작 중 격투기 기술이 유독 돋보인다. 보는 입장에서도 아플 정도로. 다만 전문 배우가 아닌지라 대사는 없다. 그럼에도 표정 연기나 격투 실력으로 압도한다. 특히 리키의 명령을 받아 리키의 도주로를 혼자 막아서서 다수의 서울 광수대의 형사들을 때려눕히는 장면이 일품. 또한 대사 없이도 마석도로부터 "너도 마씨냐?"라는 개그성 대사를 듣게 되어서 관객들에게 '마하'라는 배역 이름만큼은 확실히 각인될만큼의 높은 존재감을 보여주었다.

## 출연 작품

### 영화
- 《19-Nineteen》 (2009년) - 불량배 2 역 (단역)
- 《범죄도시 3》 (2023년) - 마하 역 (인간말종 7. 리키의 오른팔이자 중간 보스) (첫 천만영화)

### 드라마
- 《사냥개들》 (2023년, 넷플릭스) - 정 팀장 역 (조연)
- 《광장》 (2025년, 넷플릭스) - 안톤 역 (조연)

### 예능
- 《2억 9천 : 결혼전쟁》 (2023년, tvN) - 참가자 역
- 《전지적 참견 시점》 (2023년, MBC) -박재범 영상 출연